# 황남대총 남분 금제 허리띠
황남대총 남분 금제 허리띠(皇南大塚 南墳 金製 銙帶)는 대한민국 경주시 황남동 미추왕릉 지구에 있는 삼국시대 신라 무덤인 황남대총에서 발견된 허리띠(과대)와 띠드리개(요패)이다. 1978년 12월 7일 대한민국의 보물 제629호로 지정되었다.

## 개요
황남대총 남분 금제 허리띠(皇南大塚南墳 金製銙帶)는 경주시 황남동 미추왕릉 지구에 있는 삼국시대 신라 무덤인 황남대총에서 발견된 허리띠(과대)와 띠드리개(요패)이다. 황남대총은 2개의 봉분이 남·북으로 표주박 모양으로 붙어 있다.
허리띠 길이는 99cm이며, 소형 띠드리개 길이 18∼22cm, 대형 띠드리개 길이 79.5cm의 크기이다. 이 허리띠는 문양이 뚫린 사각형의 판과 나뭇잎 장식 34매를 연결하였다. 나뭇잎 장식 아래에는 7줄의 띠드리개가 있는데, 1줄은 길고 6줄은 짧다.
이 허리띠의 좌우 끝에는 서로 연결할 수 있는 띠고리(교구)가 달려 있다.

## 같이 보기
- 황남대총

## 참고 자료
- 황남대총 남분 금제 허리띠 - 국가유산청 국가유산포털